# Alessia Filippi
Alessia Filippi (Roma, 23 de junho de 1987) é uma nadadora italiana, medalhista olímpica, especializada em provas de fundo.
Filippi foi medalha de ouro no Campeonato Europeu de 2006 nos 400 metros medley, e de 2008 nos 400 m medley e 800 metros livres. No Europeu em Piscina Curta foi medalha de ouro nos em 2006 e 2007 nos 400 m medley, e em 2008 nos 800 m livres. Em julho de 2008 bateu o recorde europeu dos 1500 metros livres e em dezembro do mesmo ano bateu o recorde mundial dos 800 m livres em piscina curta.
Conquistou a medalha de prata nos Jogos Olímpicos de Pequim em 2008 nos 800m livres e o ouro no Mundial de Roma em 2009 nos 1500 m livres.